# Sarnowa Góra
Sarnowa Góra – wieś sołecka w Polsce położona w województwie mazowieckim, w powiecie ciechanowskim, w gminie Sońsk.
Sarnowa Góra graniczy z miejscowościami: Bądkowo, Brodzięcin, Żochy, Łebki Wielkie, Drążewo, Chrościce, Kosmy-Pruszki.

## Historia
Wieś Sarnowagóra należała do dzierżawy Nowe Miasto w 1617 roku. W latach 1975–1998 miejscowość administracyjnie należała do województwa ciechanowskiego.
W dniach 16–18 sierpnia 1920 roku pod Sarnową Górą miała miejsce bitwa pomiędzy wojskami polskimi i bolszewickimi. Ową bitwę rozpoczął najazd bolszewików na nieopodal położony Ciechanów. Dopiero po dwóch dniach krwawego starcia Rosjanie zostali wycofani. Obecnie we wsi znajduje się pomnik poświęcony bohaterom, którzy brali w niej udział.